# Chimarra muoichin
Chimarra muoichin är en nattsländeart som beskrevs av Malicky 1995. Chimarra muoichin ingår i släktet Chimarra och familjen stengömmenattsländor. Inga underarter finns listade i Catalogue of Life.